# Giovanna Lenzi
Giovanna Lenzi (Roma, 1943) è un'attrice, sceneggiatrice e regista italiana.

## Biografia
Buona parte della sua carriera artistica nel mondo del cinema, cominciata a metà anni sessanta, resta legata al regista Sergio Pastore.
Durante la sua carriera ha usato anche gli pseudonimi Jeanette Len, Jeannette Len e Barbara Penn.

## Filmografia

### Attrice

#### Cinema
- Ringo e Gringo contro tutti, regia di Bruno Corbucci (1966)
- Le spie amano i fiori, regia di Umberto Lenzi (1966)
- La battaglia dei Mods, regia di Franco Montemurro (1966) – non accreditata
- Una questione privata, regia di Giorgio Trentin (1966)
- A... come assassino, regia di Angelo Dorigo (1966)
- Ramon il messicano, regia di Maurizio Pradeaux (1966)
- Un angelo per Satana, regia di Camillo Mastrocinque (1966)
- L'immorale, regia di Pietro Germi (1967)
- Dio perdona... io no!, regia di Giuseppe Colizzi (1967)
- Nato per uccidere, regia di Antonio Mollica (1967)
- Da Berlino l'apocalisse, regia di Mario Maffei (1967)
- Agente Sigma 3 - Missione Goldwather, regia di Gian Paolo Callegari (1967)
- Bill il taciturno, regia di Massimo Pupillo (1967)
- Pronto... c'è una certa Giuliana per te, regia di Massimo Franciosa (1967)
- Riderà (Cuore matto), regia di Bruno Corbucci (1967)
- Giorni di sangue, regia di Vittorio Sindoni (1968)
- Crisantemi per un branco di carogne, regia di Sergio Pastore (1968)
- Omicidio per vocazione, regia di Vittorio Sindoni (1968)
- Il diario proibito di Fanny, regia di Sergio Pastore (1969)
- Una ragazza di Praga, regia di Sergio Pastore (1969)
- Sette scialli di seta gialla, regia di Sergio Pastore (1972)
- Occhio alla vedova, regia di Sergio Pastore (1975)
- La donna del mare, regia di Sergio Pastore (1984)
- I mercenari raccontano..., regia di Sergio Pastore (1985)
- Amore inquieto di Maria, regia di Sergio Pastore (1987)
- Delitti, regia di Giovanna Lenzi (1987)
- Viaggio di nozze in giallo, regia di Michelangelo Jurlaro (1990)

#### Televisione
- Il triangolo rosso, regia di Mario Maffei – serie TV, episodio Le due verità (1967)

### Sceneggiatrice
- Pin il monello, regia di Sergio Pastore (1982)
- Apocalisse di un terremoto, regia di Sergio Pastore (1982)
- La donna del mare, regia di Sergio Pastore (1984)
- I mercenari raccontano..., regia di Sergio Pastore (1985)

### Regista e sceneggiatrice
- Delitti (1987)
- La tempesta (1988)

## Discografia

### Singoli
- 1979 – Naso Ritto/Concerto in Mi (EMI-Columbia, 7")